# TKp30
TKp30 – oznaczenie nietypowych normalnotorowych parowozów - tendrzaków o układzie osi D, stosowane przez Polskie Koleje Państwowe po 1945 roku. 
Do serii TKp30 zaliczono 2 lokomotywy pochodzące m.in. z nacjonalizowanej kolei lokalnej Rawicz-Kobylin i później trafiły do przemysłu, gdzie były eksploatowane do lat 70..